# Атаулф
Атаулф (гот. Athal Wolf; што значи „племенити вук“), био је визиготски краљ између 410. и 415. године. Син Атанарика из Балти династије, био је проглашен краљем на германски начин, на гробу свог претходника, Аларика I који је ненадано умро од грознице у Калабрији.
Поставши визиготски краљ, прво што је урадио Атаулф било је да заустави готску експанзију у Италији коју је започео Аларик. 
У међувремену, узурпатор Константин III је одвојио Галију од Римског царства. Флавије Констанције, Хоноријев магистер милитум заједно са Улфилиним Готима, угушио је побуну опсадом Арла.
Године 412. Атаулф са Визиготима је напустио Италију и преселио се у Галију. Са собом је водио Галу Плацидију, Хоноријеву полусестру, коју је Аларик заробио 410. године приликом последњег напада на Рим.
У Галији, Атаулф је отпочео преговоре са новим узурпатором, Јовином. Али кад је Јовин дао предност Сару, Атаулфовом крвном непријатељу међу готским племством, Атаулф је прекинуо преговоре и убио Сара. Јовин је онда именовао свог брата Себастијана за августа. Ово је још више увредило Атаулфа, тако да је склопио савез са Хоноријем и пошао против Јовина. Када је Јовин био побеђен у бици, побегао је главом без обзира, а Себастијан је заробљен и предат Хоноријевом преторијанском префекту Постуму Дарданију на погубљење. Након тога, Атаулф је ухватио Јовина у Валенсу 413. и послаго га у Нарбон где га је Дарданије погубио.
Након овога, односи између Атаулфа и Хонорија су се били довољно побољшали да би Атаулф могао да их утврди женидбом са Галом Плацидијом у Нарбону почетком 414. године. Венчање је одржано према римским обичајима.
Визиготско краљевство није било потпуно утврђено док Атаулф није освојио Нарбон и Тулуз 413. године. Међутим, иако је Атаулф био аријански хришћанин, његови односи са Римом и римском културом су били веома блиски. Према Атаулфовом савременику, Оросију, хришћанском теологу и историчару и ученику Св. Августина, Атаулф је схватио да „држава без закона није држава“, те иако је на почетку хтео да уништи Римско царство, сада је променио мишљење те је почео да преузима тековине римске цивилизације и да их примењује на своју државу у циљу да је ојача.
Хоноријев магистер милитум, Флавије Констанције је међутим покварио односе између Атаулфа и Хонорија и успео је да издејствује блокаду медитеранских галских лука. Као одговор, Атаулф је прогласио Приска Атала за августа у Бордоу 414. године. Али Констанцијева поморска блокада је била успешна те се 415. године Атаулф повукао са својим људима у северну Хиспанију. Атал је покушао да побегне, али га је ухватио Констанције и послао у изгнанство где је бивши узурпатор касније преминуо.
Гала Плацидија је путовала заједно са Атаулфом. Њихов син, Теодосије, умро је као беба и био је сахрањен у Хиспанији чиме је нестала могућност наставка римско-визиготске лозе.
У Хиспанији, Атаулф је непромишљено примио у службу бивше Сарове присталице, који су тајно желели да се освете за смрт њиховог вође. Атаулфа су убили у краљевској палати у Барселони док се купао.
Сигерик, Саров брат, одмах је постао краљ. Међутим, владао је само седам дана, јер је био одмах убијен. Наследио га је Валија, који је Галу Плацидију вратио у Равену 417. године, где се она под присилом свог полубрата Хонорија удала за Констанција.